# Message/Call my name
「Message／Call my name」（メッセージ／コール・マイ・ネーム）は、2013年10月23日にavex traxから発売されたBoAの通算35枚目のシングル。

## 概要
- 「Tail of Hope」から約4ヶ月でリリースされる2013年第3弾シングル。「CDのみ」と「CD＋DVD」の2形態で発売。
- 2006年に発売された「KEY OF HEART／DOTCH」以来、7年ぶりのダブルA面シングル。
- 「Tail of Hope」とは打って変わって、寒い季節に贈るミディアムバラードシングルとなっている。
- 初回盤には限定特典として、2形態連動特典“スペシャルDVD「Message ～Limited Making ～」”応募ハガキを封入。

## 収録曲
CD
1. Message
BeeTV「声感☆ラブメッセージ」主題歌
日本テレビMIDNITEテレビシリーズ「リベンジ シーズン1」インスパイアド・ソング
全国音楽情報TV『MUSIC B.B.』10月度オープニングテーマ
2. Call my name
3. Message (Inst.)
4. Call my name (Inst.)

DVD
1. Message (Music Video)
ミュージックビデオには、SM C&C所属のソン・ジェリムが出演。
2. Message (Making)